# Chetogenesi
La chetogenesi è la via sintetica che porta alla formazione dei corpi chetonici a partire dall'acetil-CoA. 
Quando i livelli di ossalacetato sono bassi (condizione che inibisce la sintesi di citrato da parte della citrato sintasi), oppure quando il rapporto NADH+H+/NAD+ è elevato, due molecole di acetil-CoA possono andare incontro alla sintesi di acetoacetil-CoA, con liberazione di un CoA-SH, in una reazione inversa alla tiolisi sostenuta dalla beta-chetotiolasi:
acetil-CoA + acetil-CoA -> acetoacetil-CoA + CoA-SH
Laddove si aggiunga all'acetoacetil-CoA un'altra molecola di acetil-CoA, con la catalisi dell'HMG-CoA sintasi si ottiene il β-idrossi-β-metilglutaril-CoA (o HMG-CoA). L'HMG-CoA, se sintetizzato nel citosol, è uno dei primi intermedi della sintesi del colesterolo; se si trova nei mitocondri, esso può invece andare incontro a lisi ad opera della HMG-CoA liasi a liberare acetoacetato e acetil-CoA. L'acetoacetato può essere ulteriormente ridotto a β-idrossibutirrato (la reazione è NADH-dipendente ed è sostenuta dalla beta-idrossibutirrato deidrogenasi) o decarbossilato ad acetone (questa eventualità, spontanea o catalizzata dalla acetoacetato decarbossilasi, avviene meno frequentemente).
L'HMG-CoA sintasi è particolarmente presente nel fegato, motivo per cui la chetogenesi avviene principalmente nel distretto epatico; i corpi chetonici vengono in seguito distribuiti agli altri tessuti, dove acetoacetato e beta-idrossibutirrato possono essere riconvertiti ad acetil-CoA per dare energia (il CoA-SH è fornito dal succinil-CoA, con liberazione di succinato): questo avviene specialmente quando il glucosio disponibile è scarso, come capita nel cervello, mentre altri organi, quali il cuore, ricavano gran parte della loro energia metabolica dall'ossidazione di questi corpi.